# Мирам, Эдуард Эрнестович
Эдуард Эрнестович Мирам (1811—1887) — доктор медицины и хирургии, ординарный профессор и декан медицинского факультета киевского Императорского университета Св. Владимира, статский советник.

## Биография
Сын купца 2-й гильдии. Воспитывался в митавской гимназии. В 1829 году поступил в Санкт-Петербургскую медико-хирургическую академию, оттуда перешёл на медицинский факультет Дерптского университета; в 1833 году поступил помощником прозектора по сравнительной анатомии при Виленской медико-хирургической академии. Получив степень лекаря, стал преподавать здесь сравнительную анатомию, затем и зоологию, и по закрытии Виленской медико-хирургической академии отправлен за границу. Защитил в 1842 году диссертацию на степень доктора медицины: «De ossibus nasi» и назначен профессором физиологии в киевском Императорском университете Св. Владимира. Был также и практическим врачом. Во время холерной эпидемии заведовал двумя больницами в Киеве. Выслужив 25-летие, вышел в отставку (1862). С января 1854 года по декабрь 1861 года был деканом медицинского факультета Киевского университета.
Мирам напечатал несколько работ по глистам: «Bemerkungen über Ascaris megalocephala» («Dorpater Jahrbücher», 1834), «Bem. über die Anatomie d. Pentastoma taonioides» (Meckel’s «Archiv», Галле, 1834), «Beitr. z. einer Anat. d. Pentastoma taenioides» («Nova Acta Acad. Leopoldino-Carolinae», 1837), «Recherches sur l’anatomie d. Pent. taonioides» («Annales des Sc. Natureles», 1838), «Ueber d. Lebenskraft d. Eingeweidewürmer» (Wiegmann’s «Archiv f. Naturgeschichte», 1838), «Ueber einige neue noch nicht beschriebene Eingeweidewürmer» («Bull. de la Soc. des Naturalistes de Moscou», 1840); описал некоторые случаи уродства; далее, «Beobachtungen über d. schädliche Einwirkung thierischer Stoffe auf d. menschlichen Körper» (Wiegmann’s «Archiv», 1838), «Ueber den eigenthümlichen Bau d. Gehörorgans einiger Säugethiere» («Bull. de la Soc. des Naturalistes de Moscou», 1840) и др.

## Награды
- Орден Святой Анны 3-й степени (1851)
- Орден Святой Анны 2-й степени (1853)
- Орден Святого Станислава 2-й степени с императорской короной (1858)
- Орден Святой Анны 2-й степени с императорской короной (1862)